# جنگ کوزوو
جنگ کوزوو درگیری مسلحانه‌ای در منطقه کوزوو بود که از ۲۸ فوریه ۱۹۹۸ تا ۱۱ ژوئن ۱۹۹۹ جریان داشت. در این جنگ ارتش جمهوری فدرال یوگسلاوی (که در آن هنگام شامل صربستان و مونته‌نگرو می‌شد) و پیش از جنگ کوزوو را در اختیار داشت در یک سو و گروه‌های شورشی آلبانیایی‌تبار کوزوو با نام ارتش آزادیبخش کوزوو در سوی دیگر قرار داشتند. شورشیان کوزوو از ۲۴ مارس ۱۹۹۹ از پشتیبانی هوایی ناتو برخوردار شدند و در مقاطعی از جنگ پشتیبانی زمینی ارتش آلبانی را هم داشتند.
ارتش آزادیبخش کوزوو در سال ۱۹۹۱ تأسیس شد و از سال ۹۵ عملیات‌های نظامی خود را علیه پلیس صربستان آغاز کرد. در ژوئن ۱۹۹۶ مسئولیت خرابکاری با هدف قرار دادن اداره‌های پلیس کوزوو را در جریان ناآرامی کوزوو بر عهده گرفت. در سال ۱۹۹۷, این سازمان مقادیر زیادی سلاح را از آلبانی قاچاق کرد. این اسلحه‌ها در پی یک شورش، از پلیس و ارتش آن کشور غارت شده بودند. در اوایل سال ۱۹۹۸، افزایش قدرت شورشیان جدایی‌خواه کوزوویی و گسترش حملات آن‌ها به مقامات یوگسلاو در کوزوو منجر به افزایش حضور نیروهای عادی و شبه نظامی صرب از سوی اسلوبودان میلوسویچ رئیس‌جمهور یوگسلاوی شد که متعاقباً کارزاری انتقامی را با هدف قرار دادن سمپات‌های ارتش آزادیبخش کوزوو و مخالفان سیاسی پی گرفتند؛ این کارزار به کشته شدن ۱۵۰۰ تا ۲۰۰ غیرنظامی و مبارز ارتش آزادیبخش کوزوو انجامید. پس از اینکه درخواست‌های جامعه بین‌المللی برای پایان درگیری‌ها مورد قبول دولت یوگسلاوی واقع نشد، ناتو تصمیم به مداخله مستقیم نظامی در حمایت از آلبانیایی‌تبارها گرفت. این نخستین جنگ ناتو در طول تاریخ حیات این سازمان نظامی بود. ناتو عملیات خود را یک «جنگ انسان‌دوستانه» توصیف می‌کرد اما انتقادهایی هم از آن صورت گرفت، چراکه هیچ‌یک از اعضای ناتو مورد حمله قرار نگرفته بودند و مجوزی از شورای امنیت سازمان ملل برای این مداخله اخذ نشد.
در ۱۱ ژوئن ۱۹۹۹ یوگسلاوی پذیرفت که از کوزوو عقب‌نشینی کند و شورای امنیت سازمان ملل طی قطعنامه ۱۲۴۴ یک حکومت موقت به سرپرستی سازمان ملل را در کوزوو ایجاد کرد که در عمل به معنی جدایی این منطقه از یوگسلاوی بود.

## زمینه جنگ
در فوریه ۱۹۹۸ پلیس صربستان برای سرکوب ارتش آزادی‌بخش کوزوو وارد عمل شد. این گروه کنترل منطقه درنیکا را در دست گرفته و از آن برای سربازگیری استفاده می‌کرد اما با وجود نام پرطمطراقش تنها چندصد جنگجو در هسته مرکزی خود داشت. پلیس صربستان با آگاهی از این ضعف به جای استفاده از واحدهای ضد چریکی دارای آموزش حرفه‌ای در ابعاد گسترده تنها با پلیس محلی و نیروهای ارتش فدرال به پایگاه‌های ارتش آزادی‌بخش کوزوو حمله‌ور شد. هدف صرب‌ها این بود تا از اهمیت یافتن این گروه جلوگیری کنند اما نتیجه عملی استفاده از سربازان عادی خسارت بسیار و کشتار غیرنظامیان بود که موجب جلب توجه همگانی و شهرت ارتش آزادی‌بخش کوزو شد. سربازان عادی تنها تاکتیک «زمین سوخته» را می‌شناختند و به سوی هر مظنونی شلیک می‌کردند. عملیات پلیس دولتی برای از بین بردن یک خانواده کشاورز مسلح کمتر از ده نفره بیش از ۴۸ ساعت طول کشید و موجب مرگ بیش از ۴۰ غیرنظامی از جمله زن و کودک شد. انتشار خبر این ماجرا باعث شد تا بسیاری از جوانان آلبانیایی چه در کوزوو و چه در کشورهای اروپایی کار خود را رها کرده و به پایگاه‌های مخفی ارتش آزادی‌بخش کوزوو روانه شوند. به‌طوری‌که چند ماه بعد این ارتش از ۳۰ هزار جنگجو برخوردار بود هرچند بیشتر آن‌ها افراد عادی بودند که تنها سلاح شخصی، معمولاً کلاشنیکف، با خود داشتند. ساختار غیرمتمرکز، آماتور و مخفیانه این نیروها باعث می‌شد تا بیشتر به تفنگ‌های شخصی متکی بوده و بجز آن فقط به انواع ابتدایی آرپی‌جی و تعداد کمی خمپاره‌های کالیبر کوچک مسلح باشند و البته در کمال تعجب مین‌های زمینی نیز مورد استفاده وسیع آن‌ها قرار گرفت.
در اوایل تابستان ۹۸ تلاش ارتش آزادی‌بخش برای تصرف یک شهر بزرگ ناکام ماند و پس از آن نیروهای یوگسلاوی عملیات نهایی خود را برای نابودی آن‌ها آغاز کردند. ضعف فرماندهی و سازماندهی جنگی و فقدان پشتیبانی و تاکتیک‌های خام نیروهای آماتور ارتش آزادی‌بخش باعث شد تا صرب‌ها کار دشواری در شکست آن‌ها نداشته باشند اما خشونت بیش از اندازه نیروهای دولتی ارتش آزادی‌بخش و استقلال‌طلبان کوزوو را از نابودی کامل نجات داد. ارتش یوگسلاوی به جای آن‌که فقط جنگجویان مخالف را سرکوب کند روستاهایی را که پایگاه احتمالی جدایی‌خواهان بود از بین می‌برد و حدود ۱۰۰ هزار نفر را آواره ساخت. زنگ خطر پاکسازی قومی مشابه نسل‌کشی جنگ بوسنی جامعه بین‌المللی را به حرکت درآورد و تهدید ناتو به بمباران صرب‌ها اسلوبودان میلوشویچ رهبر وقت صرب‌ها را مجبور کرد تا با ریچارد هالبروک نماینده آمریکا در مورد توقف عملیات‌های نظامی به توافق برسد. این آتش‌بس تا زمستان دوام آورد اما در واقع هم برای صرب‌ها و هم برای آلبانیایی‌های کوزوو فرصتی برای بازسازی قوا بود.